# Arrembécourt
Arrembécourt é uma comuna francesa na região administrativa de Grande Leste, no departamento de Aube. Estende-se por uma área de 7,12 km².